# باشگاه فوتبال روستوف
باشگاه فوتبال روستوف (روسی: Футбольный клуб "Ростов") یک باشگاه فوتبال در شهر روستوف-نا-دونو در کشور روسیه است. این باشگاه در لیگ برتر فوتبال روسیه بازی می‌کند. این باشگاه در سال ۱۹۳۰ تأسیس شده‌است. ورزشگاه روستوف آرنا محل برگزاری بازی‌های خانگی این باشگاه است.
روستوف سابقه یک قهرمانی در لیگ دسته دوم فوتبال روسیه و یک قهرمانی در جام حذفی فوتبال روسیه در کارنامه دارد.

## بازیکنان برجسته

### بازیکنان ایرانی
- سردار آزمون
- سعید عزت‌اللهی
- محمد محبی